# Mike Ricci
Michael „Mike“ Ricci (* 27. Oktober 1971 in Scarborough, Ontario) ist ein ehemaliger kanadischer Eishockeyspieler und derzeitiger -trainer, -funktionär und -scout italienischer Abstammung, der im Verlauf seiner aktiven Karriere zwischen 1987 und 2007 unter anderem 1209 Spiele für die Philadelphia Flyers, Nordiques de Québec, Colorado Avalanche, San Jose Sharks und Phoenix Coyotes in der National Hockey League  auf der Position des Centers bestritten hat. Seinen größten Karriereerfolg feierte Ricci, der im NHL Entry Draft 1989 bereits an vierter Gesamtposition ausgewählt worden war, in Diensten der Colorado Avalanche mit dem Gewinn des Stanley Cups im Jahr 1996. Darüber hinaus gewann er mit der kanadischen Nationalmannschaft Goldmedaillen bei der Junioren-Weltmeisterschaft 1990 und Herren-Weltmeisterschaft 1994.

## Karriere
Mike Ricci begann seine Karriere 1987 in der kanadischen Juniorenliga Ontario Hockey League bei den Peterborough Petes, wo er gleich in seiner ersten Saison 61 Scorerpunkte in 41 Spielen erzielte. Sein bestes Jahr in der OHL hatte er in der Spielzeit 1989/90, als er 116 Punkte erzielte. Daraufhin wurde er sowohl mit der Red Tilson Trophy als bester Spieler der OHL als auch der gesamten Canadian Hockey League mit dem CHL Player of the Year Award ausgezeichnet. Hinzu kam noch die Auszeichnung mit der William Hanley Trophy als fairster Spieler der OHL. Im folgenden NHL Entry Draft 1990 wurde der Angreifer von den Philadelphia Flyers aus der National Hockey League in der ersten Runde an der vierten Position ausgewählt und schloss sich dem Team an. Dort setzte er sich sofort durch und spielte zwei überzeugende Jahre für Philadelphia.
Im Sommer 1992 war er Teil des wohl größten Transfergeschäftes in der Geschichte der NHL. Zusammen mit Ron Hextall, Peter Forsberg, Steve Duchesne, Kerry Huffman, Chris Simon, zwei Erstrunden-Draftpicks in den Jahren 1993 und 1994 sowie 15 Millionen US-Dollar wurde er für Eric Lindros zu den Nordiques de Québec transferiert. Gleich in seiner ersten Saison für die Nordiques schaffte er mit 78 Punkten eine persönliche Bestleistung, die er nicht wieder erreichte. In der Saison 1993/94 setzte er mit 30 Toren eine weitere Bestmarke. Alleine fünf der 30 Tore schoss er in einem Spiel gegen die San Jose Sharks. Nach drei Jahren bei den Frako-Kanadiern zogen die Nordiques im Sommer 1995 nach Denver im US-Bundesstaat Colorado und benannten sich in Colorado Avalanche um. Ricci folgte dem Team nach Colorado und war Teil der Mannschaft, die in den Stanley-Cup-Playoffs 1996 die gleichnamige Trophäe gewann. Er erzielte dabei in den 22 Playoff-Spielen 17 Punkte.
Im November 1997 wurde Ricci gemeinsam mit einem Zweitrunden-Wahlrecht im NHL Entry Draft 1998 und im Tausch für Shean Donovan sowie ein Erstrunden-Wahlrecht desselben Drafts zu den San Jose Sharks transferiert, wo er sich zu einem der besten Defensivstürmer der National Hockey League entwickelte. Allerdings ging dadurch seine Punkteausbeute zurück. Bei den NHL Awards 2000 war er für die Frank J. Selke Trophy nominiert, die an den besten Defensivstürmer der Liga verliehen wird. In der Saison 2003/04 war er eine wichtige Stütze für das Team, das im Rahmen der Stanley-Cup-Playoffs 2004 zum ersten Mal in seiner Geschichte das Finale der Western Conference erreichte und er trug in den ersten zehn Spielen das „C“ als Mannschaftskapitän.
Nach sieben Jahren in Diensten der San Jose Sharks unterschrieb der Kanadier im Sommer 2004 als Free Agent einen Vertrag bei den Phoenix Coyotes, musste aber ein Jahr auf seinen ersten Einsatz warten, da die NHL-Saison 2004/05 wegen des Lockouts abgesagt wurde. In der Saison 2005/06 gab er dann sein Debüt bei den Coyotes. Es wurde die schlechteste Saison in seiner Karriere. Er erzielte nur 16 Punkte, lag in der Plus/Minus-Wertung bei −22 und verpasste mit dem Team die Playoffs. Im Sommer 2006 zog er sich eine schwere Verletzung im Nacken zu und verpasste sowohl das Trainingscamp, als auch die ersten 20 Saisonspiele der Coyotes. Am 20. November 2006 kehrte er in den Kader Phoenix’ zurück, stand aber bis Anfang Januar nur sieben Mal im Stammaufgebot des Teams. Riccis Berater erklärte im Januar 2007, dass sich Ricci mit seiner Familie berieze und dann eine Entscheidung treffen würde, ob er seine Karriere in Phoenix fortsetzte oder sie möglicherweise sogar beende. Ricci kam vorerst zu dem Entschluss seine Karriere fortzusetzen, spielte in der Saison 2006/07 kein Spiel mehr. Im August 2007 gab Ricci schließlich im Alter von 35 Jahren das Ende seiner Karriere bekannt.
Ricci galt als ein sehr guter Defensivstürmer, der besonders stark bei Bullies war. Außerdem war er in fast jedem seiner Teams eine Führungsfigur. So trug er das „A“ als Alternativ-Kapitän bei den Nordiques de Québec, beim Stanley-Cup-Sieg der Colorado Avalanche, bei den San Jose Sharks und schließlich auch in Phoenix. Wenige Wochen nach der Bekanntgabe seines Karriereendes kehrte Ricci als Advisor of Hockey Operations in die Organisation der San Jose Sharks zurück. Dabei ist er insbesondere für die Entwicklung junger Spieler in den Farmteams und das Scouting zuständig.

### International
Auf internationaler Ebene kam Ricci sowohl im Junioren- als auch Seniorenbereich für die kanadischen Nationalmannschaft zu Einsätzen. Im Juniorenbereich vertrat er die U20-Auswahl bei den Junioren-Weltmeisterschaften 1989 im US-amerikanischen Anchorage und 1990 in Finnland. Während er 1989 mit sieben Scorerpunkten, darunter fünf Tore, persönlich weitaus erfolgreich war als mit seinen vier Punkten im folgenden Jahr, konnte er 1990 die Goldmedaille gewinnen. Im Vorjahr hatten die Ahornblätter lediglich den vierten Platz belegt.
Im Seniorenbereich spielte er bei der Weltmeisterschaft 1994 in Italien für sein Heimatland. Dabei trug er in acht Spielen drei Punkte zum Gewinn des Weltmeistertitels bei. 

## Erfolge und Auszeichnungen
| - 1989 OHL Second All-Star Team - 1990 OHL First All-Star Team - 1990 William Hanley Trophy | - 1990 Red Tilson Trophy - 1990 CHL Player of the Year - 1996 Stanley-Cup-Gewinn mit der Colorado Avalanche |

### International
- 1990 Goldmedaille bei der Junioren-Weltmeisterschaft
- 1994 Goldmedaille bei der Weltmeisterschaft

## Karrierestatistik

### International
Vertrat Kanada bei:
- Junioren-Weltmeisterschaft 1989
- Junioren-Weltmeisterschaft 1990
- Weltmeisterschaft 1994

(Legende zur Spielerstatistik: Sp oder GP = absolvierte Spiele; T oder G = erzielte Tore; V oder A = erzielte Assists; Pkt oder Pts = erzielte Scorerpunkte; SM oder PIM = erhaltene Strafminuten; +/− = Plus/Minus-Bilanz; PP = erzielte Überzahltore; SH = erzielte Unterzahltore; GW = erzielte Siegtore; 1 Play-downs/Relegation; Kursiv: Statistik nicht vollständig)

## Sonstiges
- Mike Ricci hatte im Jahr 2005 im Film Maurice Richard, über den gleichnamigen Eishockeyspieler, einige Auftritte in der Rolle des Elmer Lach. Es hatten noch weitere NHL-Spieler im Film mitgespielt, Ricci war aber der einzige, der Text hatte.
- Seit 2005 trug Ricci die Rückennummer 40 zu Ehren von American-Football-Spieler Pat Tillman, der für die United States Army in Afghanistan im Einsatz war und dort ums Leben kam. Beide hatten sich in San José kennengelernt.